# Lorcan O’Toole
Lorcan Patrick O’Toole (* 17. März 1983 in Dublin) ist ein irischer Schauspieler.

## Leben
Lorcan Patrick O’Toole wurde im März 1983 in Dublin geboren und wuchs in Connemara auf. Er ist der Sohn des irischen Schauspielers Peter O’Toole und des amerikanischen Models Karen Brown.
Er besuchte die Harrow School in London. Auf den Gedanken, den Beruf des Schauspielers zu ergreifen, kam er im Alter von zwölf Jahren, als er in einem Theaterstück von Tom Stoppard an seiner Schule mitwirkte. Nach seinem Abschluss studierte er Schauspiel an der Tisch School of the Arts der New York University, welche er nach einem Semester im Herbst 2001 vorzeitig verließ. Neben seinen Rollen in Filmen hatte er zwei Gastauftritte in Sons of Anarchy und einen in Harry’s Law. 2011 war er zudem im Science-Fiction-Thriller In Time – Deine Zeit läuft ab zu sehen.

## Filmografie
- 2005: Mrs Palfrey at The Claremont
- 2005: Totally Frank (Fernsehserie, drei Episoden)
- 2008: Crusoe (Fernsehserie, Episode 1x05)
- 2009: Knife Edge
- 2009: Jenny
- 2010: Sons of Anarchy (Fernsehserie, zwei Episoden)
- 2011: Harry’s Law (Fernsehserie, Episode 2x01)
- 2011: In Time – Deine Zeit läuft ab (In Time)

## Theater
- 2007: The Last Nightingale; „Upstairs at the Gatehouse“ in London